# Skinwalkers (2006)
Skinwalkers ist ein US-amerikanischer Horror- und Fantasyfilm aus dem Jahre 2006. Die Dreharbeiten wurden jedoch in Ontario (Kanada) durchgeführt. Die Filmhandlung basiert auf der Werwolf-Mythologie.

## Handlung
Der Film erzählt die Geschichte des 12-jährigen Jungen Timothy, welcher als Halbwaise bei seiner Mutter Rachel in einer Wohngemeinschaft mit näheren Verwandten und Bekannten aufwächst. Noch weiß der Junge nicht, welch mystisches Geheimnis er in sich trägt: In seinen Adern fließt nicht nur menschliches Blut, sondern auch jenes der Werwölfe. Eine Prophezeiung sagt voraus, dass er, falls er die Mitternachtsstunde seines 13. Geburtstages erlebt, als Einziger mit seinem Blut die Dynastie der Werwölfe von ihrem Fluch befreien kann.
Die Werwölfe verlieren jeweils bei Vollmond um Mitternacht ihr menschliches Aussehen und verwandeln sich in wilde Bestien, die willenlos ihre Gier nach menschlichem Blut stillen müssen. Die Gruppenmitglieder der „bösen“ Werwölfe genießen dabei das Leben und die Macht ihres Daseins. Sie setzen, als Motorrad-Gang unterwegs, alles daran, Timothy vor Erreichen seines 13. Geburtstages zu töten.
Erst nach und nach wird Timothy und seiner Mutter offenbart, dass auch die Mitglieder ihrer Lebensgemeinschaft aus Werwölfen bestehen. Im Gegensatz zu den „bösen“ Werwölfen verfolgt diese Gruppe jedoch das Ziel, den Jungen zu beschützen, so dass der Fluch der Werwölfe durch ihn aufgehoben werden kann. Um selber für den Jungen und ihre Umgebung keine Gefahr zu sein, fesseln sich die „guten“ Werwölfe jeweils rechtzeitig vor ihrer Verwandlung mit schweren Ketten.
Es tobt fortan ein erbitterter Kampf der beiden Fronten um das (Über-)Leben des Jungen. Die Gruppe um den Jungen, unter der Führung von Jonas, seinem Onkel, versucht mit einem Laster vor ihren Verfolgern auf den Motorrädern zu fliehen. Gleich mehrfach duellieren sich die beiden Gruppen in wilden Schießereien, die Todesopfer fordern, so dass die Gruppe um den Jungen stetig kleiner wird. Zudem wird mit Katherine ein Mitglied der „guten“ Werwölfe von der Gegenseite gefangen genommen und gefoltert. Sie kann sich zwar befreien, mutiert jedoch in der folgenden Nacht zu früh zur Werwölfin und wird somit zur tödlichen Gefahr für die Gruppe um Timothy.
Bald darauf stellt sich heraus, dass Varek, der Anführer der „bösen“ Werwölfe, Timothys vermeintlich toter Vater Caleb ist, wobei diese auch für ihn unerwartete Erkenntnis ihn nicht davon abhält, seinen eigenen Sohn töten zu wollen.
In der Nacht vor Timothys 13. Geburtstag kommt es in einer verlassenen Fabrikhalle zum letzten Kampf um Leben und Tod zwischen den noch verbliebenen, bereits wieder zu Werwölfen mutierten Kontrahenten. Als Werwolf wird auch Jonas zur Gefahr für Timothy, so dass er im Kampf von Timothys Mutter Rachel in Notwehr erschossen wird. Varek gelingt es am Ende doch, Timothy in den Hals zu beißen. Da die Mitternachtsstunde jedoch bereits geschlagen hat, wird er, durch das Blut seines Sohnes, von seinem Werwolf-Dasein für immer befreit.

## Kritiken
- Die Internet-Plattform filmstarts.de schreibt über den Film: „Echte Horrorfans bekommen zu wenig Horror, Actionfans nur schlechte Action und wer eine tolle Story erwartet, der sollte sich lieber auf einen älteren Streifen wie Wolf mit Jack Nicholson oder den witzigen ‚American Werewolf in Paris‘ besinnen. ‚Skinwalkers‘ ist ein unterdurchschnittlicher Patchworkfilm, der einiges richtig und viel falsch macht […].“[3]
- Cinema urteilt, dass in dem Film gruselige Atmosphäre, effektvolle Verwandlungen und klasse choreographierte Kämpfe leider fehlen würden. Der Film sei unlogisch, schlecht gespielt und enthalte schlecht getrickste Ballerorgien.[4]
- Das Lexikon des internationalen Films bescheinigt dem Film eine routinierte Inszenierung, hält ihn aber für wenig originell. Die Handlung erschöpfe sich in pausenlosen Verfolgungen und Schießereien.[5]

## Veröffentlichung
Erstmals aufgeführt wurde der Film am 22. Mai 2006 in Cannes (Le Marché du Film). In Deutschland wurde der Film am 12. Februar 2007 am European Film Market in Berlin präsentiert. In den USA verzögerte sich der Filmstart bis zum 10. August 2007. In Deutschland ist die DVD ab 27. August 2007 im Handel erhältlich.
Die deutsche DVD-Version (DVD-9, PAL, Bildschirmformat 16:9) enthält neben dem Hauptfilm (Laufdauer 88:55 bzw. 81:35 ohne Abspann) Bonusmaterial über 66 Minuten. Gleich nach dem Einlegen startet der Trailer zum Film Der Fluch – The Grudge 2. Im Menu sind Trailer zu weiteren 8 Filmen abrufbar. Die diversen Interviews mit Filmcrew und Darsteller sind in Englisch gesprochen, jedoch mit optionalen deutschen Untertiteln. Des Weiteren enthält die DVD acht „gelöschte“ Filmszenen.